# Serantes (Tapia de Casariego)
Serantes es una parroquia perteneciente al concejo de Tapia de Casariego (y con anterioridad a 1863 al de Castropol), en el Principado de Asturias, España. 
Serantes es un topónimo frecuente en el Norte de España (un monte en Vizcaya, entre los municipios de Santurce y Ciérvana; localidades gallegas de los municipios de Ferrol, Oleiros, Lage, Cariño, Carballo, Mugía, Outes, Santiso y Villanueva de Arosa) por lo que puede tratarse de una palabra de origen celta, con una trayectoria similar a la de Deva, que da nombre a sendos ríos en Asturias y Guipúzcoa.

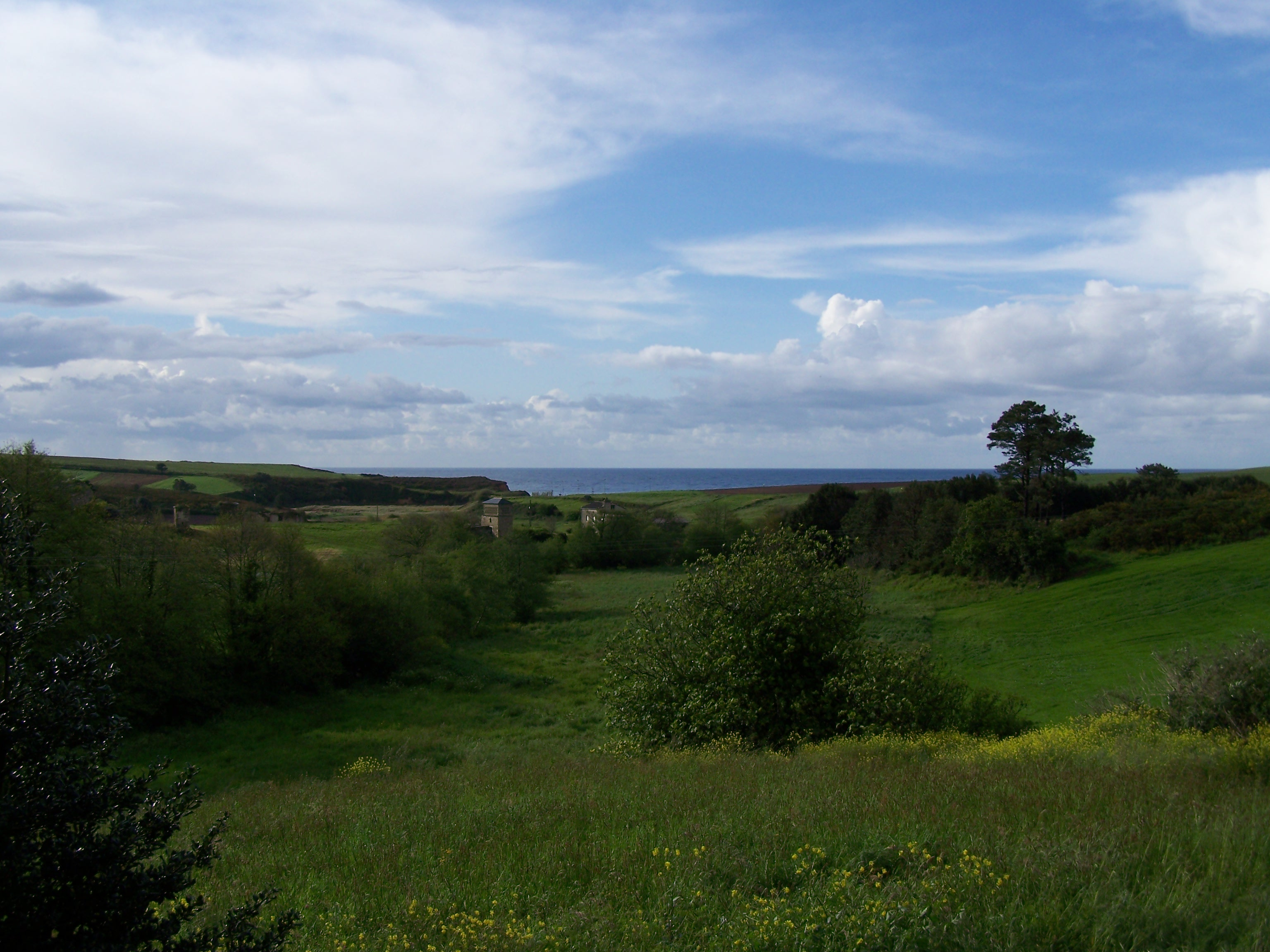
Valle del río Tol en Serantes

## Situación
La parroquia de Serantes ocupa el extremo noroccidental del municipio de Tapia de Casariego, limitando al norte con el Mar Cantábrico, al oeste con la parroquia de Barres (Castropol), al sur con las de Tol (Castropol) y El Monte y al este con la de la capital municipal. Cuenta con 722 habitantes censados (2009), que probablemente llegan a duplicarse en época estival. Aparte del lugar que da nombre a la parroquia, los más poblados de ella son, Pedralba, Vilanova, Sampolayo, La Lomba, La Penela, Rapalcuarto,  Villamil y Santa Gadea.

## Geología

### Litología y edafología
Desde el punto de vista geológico el suelo de Tapia es de formación silúrica compuesto principalmente de cuarcitas y pizarras cámbricas. 
Se trata en cualquier caso de materiales geológicos de naturaleza silícea, sobre los que desarrollan suelos ácidos pobres en sales minerales (suelos oligotróficos y mesotróficos). En los fondos de valle, los materiales aluviales pueden aportar una mayor fertilidad a los suelos y facilitar la existencia de perfiles edáficos más profundos y desarrollados.

### Geomorfología y relieve
El terreno es esencialmente llano, solo accidentado por los mínimos valles del pequeño río de Tol, que atraviesa de sur a norte la parroquia, de su afluente el arroyo de Villamil y del igualmente mínimo arroyo Pelegríus.
El relieve tiene altitudes bastantes suaves y con pocas pendientes. El litoral se encuentra muy batido por el oleaje marino, contando con varios acantilados e islotes de pequeña altitud. La costa alberga el puerto natural o ensenada de Santagadea y varias playas, de las que las conocidas en conjunto como de Serantes o del Sarello son especialmente atractivas.

## Hidrografía
Su curso fluvial más importante es el pequeño río de Tol, o río de Serantes, que nace al pie del monte Pousadoiro y que desemboca en la playa del Sarello; el arroyo de Villamil es un afluente suyo por el costado occidental, mientras que el arroyo Pelegríus desemboca en la playa de La Paloma tras atravesar Rapalcuarto y Calambre.
Se trata de cauces de escasa entidad, especialmente los dos últimos. Aunque el hidroperiodo es permanente, los caudales estivales son reducidos.

## Climatología
El clima es de tipo atlántico, con las temperaturas máximas y mínimas muy suavizadas por la influencia del mar. Por el pequeño tamaño del concejo las diferencias climáticas entre su franja costera y sus pequeñas altitudes son escasas.
La temperatura media en la época estival es de 20,5 °C la máxima y 14,4 °C la mínima. En invierno éstas llegan a los 10,5 °C y 5,3 °C. 
La precipitación media anual es del orden de 900 mm, una de las más moderadas de Asturias. 
Una de las características en Tapia, al igual que muchas localidades del Principado es la significativa frecuencia de las brumas marinas.

## Vegetación y paisaje

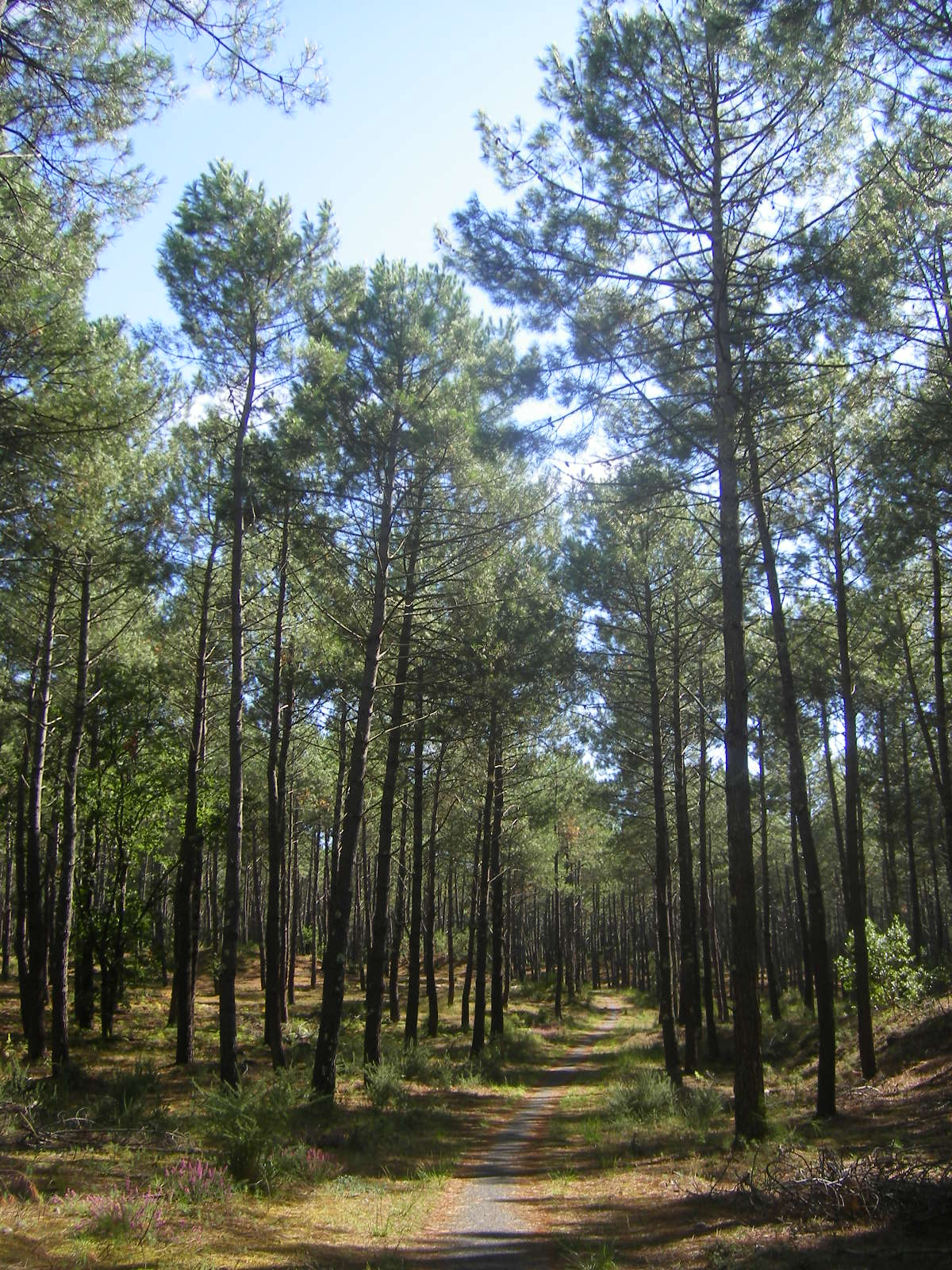
Pino gallego (Pinus pinaster)

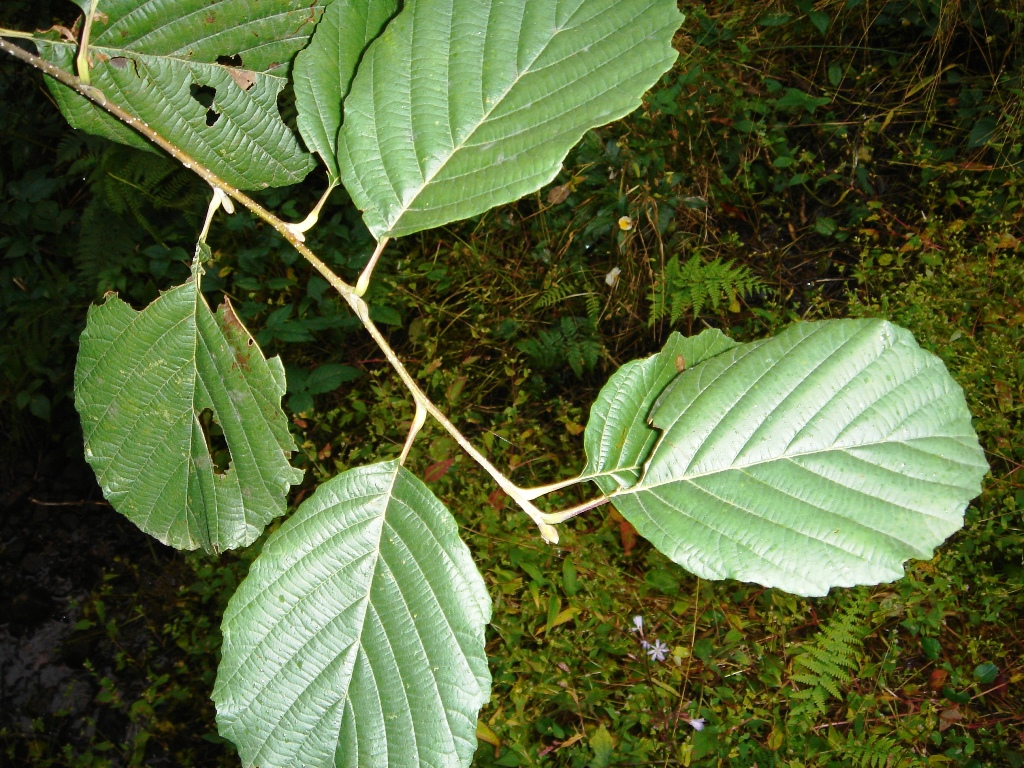
Aliso (Alnus glutinosa)

### Paleobotánica
Durante la era terciaria la vegetación subtropical dominó el paisaje ibérico, cuando el clima era cálido y húmedo. Esta vegetación lauroide,  se caracteriza por la adaptación para condensar sobre sus hojas y escurrir hacia el suelo la elevada humedad atmosférica y las microgotas de agua de la niebla, mediante hojas perennes, elípticas, duras (coriáceas) y acabadas en punta. Con especies características como laureles, acebos, madroños, loros... todavía presentes en las laurisilvas de las Islas Canarias, Azores y Madeira, y en enclaves relícticos de la península ibérica.
En este bosque subtropical, el tupido dosel de las copas de los árboles habría impedido la llegada de luz al suelo, limitando fuertemente el desarrollo del sotobosque. Sin embargo, en las soleadas copas de los árboles prosperarían lianas trepadoras y los epífitos. En este bosque húmedo, cálido y sombrío eran muy abundantes los helechos, algunos de ellos arborescentes. 
El registro fósil ha constado también la existencia de coníferas como pinos, abetos y secuoyas en la cornisa cantábrica durante esta era. 
En la era cuaternaria, las sucesivas glaciaciones del pleistoceno se caracterizaron por un clima frío y seco. Las laurisilvas desaparecen y el paisaje ibérico está dominado por las estepas y los pinares. Sin embargo en las zonas costeras de la cornisa cantábrica, parte de la vegetación subtropical persistió gracias a la cercanía del mar, que suavizó las frías temperaturas y aumentó la humedad. 
Tras las glaciaciones, en el holoceno el paisaje cantábrico aparece dominado por el bosque templado eurosiberiano, típico de Centroeuropa. Este bosque de frondosas se caracteriza por sus hojas planas y caedizas (robles, hayas, castaños, fresnos, abedules, arces, serbales, avellanos, etc.). Sin embargo, en las zonas costeras de la cornisa cantábrica junto con este bosque templado perduran todavía elementos característicos de periodos anteriores: vegetación subtropical lauroide y pinos.

### Vegetación potencial
En los bosques costeros de la cornisa cantábrica se mezclan principalmente elementos florísticos eurosiberianos y subtropicales.
La vegetación autóctona de la zona sería principalmente un bosque de frondosas claramente dominado por el carballo (Quercus robur), con bastantes laureles (Laurus nobilis).
Dentro de este robledal aparecerían dispersas otras frondosas como nogales (Juglans regia), castaños (Castanea sativa), abedules (Betula alba), fresnos (Fraxinus angustifolia), serbales (Sorbus aucuparia), arces (Acer psedoplatanus, Acer platanoides, Acer opalus ssp. opalus y Acer campestre), tilos (Tilia platyphyllos), majuelos (Crataegus monogyna), cerezos (Prunus avium), perales (Pyrus pyraster) y manzanos (Malus sylvestris) silvestres, y posiblemente también higueras (Ficus carica).
En el sotobosque encontraríamos avellanos (Corylus avellana), madroños (Arbutus unedo), acebos (Ilex aquifolium) y brusco (Ruscus aculeatus).
En este bosque aparecerían numerosas plantas trepadoras. Además de la hiedra (Hedera helix), encontraríamos madreselva (Lonicera periclymenum), zarzaparrilla (Smilax aspera) y nueza negra (Tamus communis).
En las zonas con mejores suelos, como los fondos de valle de las vaguadas de los arroyos, el carballo no sería dominante, y el bosque sería más bien un bosque mixto con una mayor abundancia del resto de las especies.
En las márgenes de los ríos y arroyos, según aumentara progresivamente la proximidad al cauce (mayor frecuencia y duración de las inundaciones y mayor encharcamiento del suelo por la influencia de la capa freática) irían aumentando progresivamente especies como fresnos, nogales y abedules, aunque los carballos no desaparecerían ya que toleran bien los suelos encharcados. En las riberas de estos arroyos, junto a fresnos, nogales, abedules y robles, según nos acercamos al cauce aparecerían otras especies como sauces (Salix spp.) y saúcos (Sambucus nigra) hasta constituir un bosque de ribera propiamente dicho. En la misma orilla, prácticamente dentro del agua, la primera línea de arbolado estaría dominada por los alisos (Alnus glutinosa).
Los elementos y características del ancestral bosque lauroide subtropical, que todavía están presentes en los bosques cantábricos, se conservarían muy particularmente en estos bosques de ribera cercanos al mar, por su mayor humedad freática y atmosférica. Así encontraríamos helechos relícticos (Woodwardia radicans, Culcita macrocarpa, Vandesboschia speciosa, Dyopteris aemula, Dyopteris gaunchica, Hymenophyllum tunbrigense...), árboles lauroides (como loros, Prunus lusitanica), lianas, trepadoras y en menor medida epífitos. Muchos de estos elementos (como los helechos subtropicales o los loros) no han sido datados en el concejo y probablemente hayan desaparecido debido a la acción del hombre, pero han sido citados en otros enclaves cantábricos de similares características ecológicas. 
A mayor altitud, en las zonas montañosas situadas al norte del concejo y prácticamente ya fuera de él, podríamos encontrar principalmente abedulares y hayedos (Fagus sylvatica), estos últimos ya cerca del límite occidental de su distribución ibérica y mundial que es el valle del Eo.
En los suelos menos desarrollados o más arenosos (con poca capacidad de retención de agua, y por tanto con cierta sequía edáfica) aparecería de forma natural el pino gallego (Pinus pinaster ssp. atlantica). 
El matorral heliófilo que sustituye a estos bosques en la mayoría de los casos es el tojal (Ulex europaeus). En los acantilados castigados por el viento y las zonas de mayor altitud el tojal se combina con los brezos (Erica spp., Calluna vulgaris y Daboecia cantabrica). En las zonas soleadas y húmedas (en las vaguadas con humedad freática, o sobre suelos con un horizonte superficial profundo y rico en materia orgánica, y por tanto con gran capacidad de retención de agua) aparece el helecho águila (Pteridium aquilinum). Y en las riberas de los ríos cuando se elimina el arbolado, y en los setos entre las fincas se encuentra la zarzamora (Rubus caesius).
Los prados están formados por gramíneas vivaces como Dactylis glomerata, Cynosurus cristatus, Holcus lanatus, Lolium arundinaceum, Poa trivialis, poa de los prados (Poa pratensis), Lolium perenne, Festuca rubra; leguminosas como el trébol violeta (Trifolium pratense), trébol blanco (Trifolium repens), loto o cuernecillo (Lotus corniculatus);  compuestas como Thrincia hirta, Thrincia hispida, garbanzón (Centaura nigra), diente de león (Taraxacum officinale), Linum bienne, y plantas de otras familias botánicas: primavera (Primula vulgaris), llantén (Plantago lanceolata) o Cardamine pratensis, entre otras especies, hasta un total de en torno a cien especies pratenses. 
Las primeras etapas de colonización natural arbórea estaría constituida por el pino gallego y el abedul. Especies robustas o heliófilas (que en sus primeros años tras germinar no toleran una cubierta arbórea tupida que les dé sombra), con semillas de fácil dispersión y crecimientos rápidos o medios. En menor medida el serbal aparecería también entre este arbolado colonizador. En las zonas con suelos más compactados, arcillosos, húmedos o encharcados esta colonización sería más favorable para el abedul, mientras que los suelos más arenosos o poco profundos serían más favorables para el pino gallego. En la mayoría de las ocasiones estas formaciones colonizadoras serían lentamente sustituidas de forma natural y espontánea por los robledales y bosques mixtos, aunque sobre los suelos más arenosos o poco profundos los pinares serían definitivos.
Por tanto, el pino gallego tiene un doble comportamiento ecológico. Por una parte se comporta como vegetación colonizadora de espacios deforestados (siendo posteriormente desplazado por otras formaciones boscosas). Y, por otra, sobre suelos arenosos constituye la vegetación arbórea definitiva o climácica (es decir, correspondiente al clímax ecológico).
Por su parte, el abedul tendría también un comportamiento ecológico todavía más plástico. Como vegetación definitiva forma junto con el haya bosques climácicos a mayor altitud que los robledales de la rasa. Y a menor altitud tiene otros dos papeles ecológicos: uno como vegetación colonizadora de espacios deforestados, y otro en la vegetación riparia o de ribera en torno a los cauces fluviales.
El paisaje original o primitivo de la zona se completaría con la vegetación sammofila de las dunas y arenales de las playas (como en la playa del Sarello, en Serantes), con especies singulares como el barrón (Ammophila arenaria ssp. australis), la lechetrezna de las dunas (Euphorbia paralias), el cardo marítimo (Eryngium maritimum), la adormidera marítima (Glaucium flavum), el nardo marítimo (Pancratium maritimum), la lechuguilla dulce (Reichardia gaditana), la mielga marítima (Medicago marina) y el alhelí de mar (Malcolmia littorea).
Toda la vegetación está en armonía con el clima (húmedo) y con el suelo (ácido). Por este motivo en el concejo están ausentes de forma natural los encinares costeros (de Quercus ilex ssp. ilex) que en otros enclaves costeros de la cornisa cantábrica podemos encontrar sobre afloramientos calizos cuya elevada permeabilidad (y por tanto con una escasa capacidad de retención de agua, lo que provoca la existencia de cierta sequía edáfica y fisiológica, aunque el clima sea húmedo) favorece la existencia de una vegetación más xerófila que la que corresponde al clima.
La fuerte abundancia de castaños y nogales existente actualmente en los bosques cantábricos contrasta con las bajas cantidades de polen observadas en los estudios polínicos de turberas a lo largo de todo el registro geológico. Por este motivo durante mucho tiempo los botánicos interpretaron dichas bajas concentraciones de polén como una contaminación de las muestras, y consideraron tanto a castaños como a nogales como especies alóctonas o introducidas. Sin embargo, estudios genéticos más recientes prueban el carácter autóctono de ambas especies, ya que la variabilidad genética de ambas es mayor en la península ibérica y Turquía que en el centro y norte de Europa, y se detectaron genotipos en las poblaciones ibéricas que estaban ausentes en el resto de poblaciones analizadas; ambos hechos descartan la hipótesis de que los ejemplares ibéricos procedan de una introducción de ejemplares de otra u otras poblaciones.
La madera de los nogales presenta ciertas características anatómicas propias de las angiospermas subtropicales (vasos leñosos en anillo difuso, es decir, homogéneamente distribuidos y de gran tamaño a lo largo de cada anillo de crecimiento, lo cual permite un gran movimiento de savia bruta uniforme a lo largo de todo el periodo vegetativo, siendo esto considerado una adaptación a climas muy húmedos y favorables durante todo el periodo vegetativo), que son diferentes al resto de angiospermas leñosas de los climas templados y eurosiberianos (con vasos leñosos en anillo  poroso; es decir, que se concentran y son de mayor tamaño en la parte interior de cada anillo de crecimiento, lo que se considera una adaptación a climas en los que la primavera es más favorable para el crecimiento vegetal que el resto del periodo vegetativo). Esta particularidad anatómica se interpretó erróneamente como una supuesta prueba del pretendido carácter alóctono de la especie. Sin embargo, es probable que esta característica anatómica obedezca a un origen paleotropical, acorde con la historia paleobotánica de la península ibérica y particularmente de la cornisa cantábrica.
Es posible que desde tiempos prehistóricos y hasta la introducción de la patata y el maíz en el siglo XVII, las especies arbóreas con frutos secos comestibles y fáciles de almacenar y conservar, como los castaños y los nogales, hubieran sido muy favorecidas por la población local frente a otras especies arbóreas. Esto explicaría la gran abundancia actual de las dos especies frente a su probable escasez natural.
Como todo el género Ficus, parece indiscutible el origen subtropical de las higueras (Ficus carica). Podría tratarse de una especie introducida, posiblemente por los romanos. Pero también se puede pensar que se trate de una especie autóctona relíctica de la era terciaria (cuando las condiciones climáticas en toda la península ibérica eran subtropicales, como se ha señalado anteriormente), y que durante todo el holoceno las higueras hayan sido muy favorecidas por el hombre por el interés alimenticio de su fruto.

### La transformación antrópica del territorio
Como se ha señalado en el epígrafe anterior, desde tiempos prehistóricos y hasta la introducción de la patata y el maíz en el siglo XVII, las especies arbóreas autóctonas con frutos secos comestibles y fáciles de almacenar y conservar, como los castaños y los nogales, debieron de haber sido muy favorecidas por la población local frente a otras especies arbóreas. Otro tanto podría haber sucedido con las higueras. Esto explicaría la abundancia actual de estas especies dentro de los bosques y las zonas arboladas del concejo.

#### Primera transformación agraria (sigloXVIalXIX): la desaparición del bosque y su sustitución por elbocage
La deforestación provocada por las talas indiscriminadas tiene ya gran importancia desde la Edad Media, debido al elevado consumo de madera para la construcción de edificios y barcos. También al empleo de la madera como combustible, tanto en las casas como en las ferrerías y mazos en los que se trabajaba el metal. Diversas fuentes dejan constancia de la importancia de la exportación de madera desde los cercanos puertos de la ría del Eo en el siglo XVI. A partir de los siglo XVII y XVIII, la mejora en las técnicas y los rendimientos de los trabajos agrícolas hizo especialmente intensas las prácticas arboricidas con la consiguiente desaparición de los bosques (y particularmente los robledales de la rasa litoral) que fueron sustituidos por prados y cultivos.
Las márgenes de los arroyos y los fondos de valle constituyen suelos de gran interés agrícola, ya que son particularmente fértiles por el aporte de sedimentos aluviales en las crecidas, y sobre todo por mantener una mayor humedad edáfica en el verano (en el que existe cierta sequía climática, aunque poco intensa) gracias a la capa freática de los arroyos. Por este motivo, los bosques de ribera (que debían de ser particularmente biodiversos y ricos es especies relícticas) debieron de haber sido rápidamente sustituidos por prados y cultivos agrícolas. En la mayor parte de los casos, de los bosques de ribera originales o potenciales, actualmente solo queda la primera fila de árboles más cercana al cauce, formada principalmente por alisos que prácticamente hunden sus troncos dentro del agua.
Al igual que en toda la cornisa cantábrica, en el concejo de Tapia la dispersión de la población en el territorio es muy grande. El concejo se divide en parroquias, formadas a su vez por numerosos lugares o barrios -pequeños grupos de casas- muy dispersos por todo el territorio. Este hecho se debe principalmente al régimen histórico de propiedad de la tierra típico en toda la región: propiedad privada minifundista muy fragmentada en pequeñas parcelas.
La producción agrícola estaba muy diversificada, ya que debía satisfacer todas las necesidades alimentarias de un mercado eminentemente local. El paisaje agrario típico era el bocage, caracterizado por la escasa superficie de las fincas, la existencia de setos, sotos y bosquetes entre ellas y la alternancia de diferentes cultivos. Los animales de labranza y transporte (bueyes, caballos, burros, mulos, etc.) tenían gran importancia. Abundaban los cultivos de escanda, trigo y otros cereales, así como el maíz, la patata, las habas y los nabos, y también los prados de diente y siega para alimentar los animales de tiro.
El sistema de herencias mediante mayorazgos existente desde el siglo XVI concentraba progresivamente la propiedad agrícola en pocas manos. Pero esta concentración de la propiedad no aumentaba el tamaño de las parcelas, sino que el sistema de agregación de diversas propiedades diferentes en una misma mano tendía a que un mismo propietario tuviera multitud de pequeñas fincas dispersas y distantes entre sí.
Sin embargo, la eliminación de los mayorazgos con la Ley Desvinculadora de 1820 sí tuvo como consecuencia un aumento, mayor aún, de la fragmentación de las fincas, ya que en numerosas ocasiones estas se dividían para poder repartirse entre los herederos. Este hecho acentuó más aún el minifundismo que comprometía seriamente la productividad y viabilidad de la agricultura debido al reducido tamaño de las fincas.

#### La segunda transformación agraria (sigloXX): la desaparición delbocage
A lo largo del siglo XIX, y sobre todo en el XX, la mejora de las comunicaciones y el comercio hizo desaparecer progresivamente muchos tipos de cultivos, como los nabos, el trigo y los cereales. En el siglo XX, la mecanización (tractores agrícolas) hizo desaparecer a los animales de labranza.
La fuerte tendencia minifundista se rompe a partir de la segunda mitad de los años 60 del siglo XX con las concentraciones parcelarias que fueron aumentando el tamaño de las parcelas mejorando el rendimiento de los trabajos agrícolas. Esto conllevó la eliminación de la mayor parte de las tapias, setos y bosquetes existentes entre las parcelas, elementos que revestían de una gran importancia paisajística, y ecológica cómo refugio y hábitat para la fauna. Además las concentraciones parcelarias incluyeron pequeñas parcelas arboladas de uso forestal existentes entre las fincas agrícolas, con el resultado de un cambio de uso de las mismas por parte de los nuevos propietarios, cuando no la tala total del arbolado por parte del propietario original previamente a su cesión.
En los últimos decenios, las subvenciones agrarias orientaron la actividad de manera casi exclusiva a la producción de leche de vaca, en granjas lecheras estabuladas de vacas frisonas (procedentes de los Países Bajos y Alemania) en detrimento de las prácticamente desaparecidas en el concejo razas autóctonas de vaca. Estas vacas frisonas son alimentadas fundamentalmente del forraje procedente de los prados de siega (ya sea en verde, o conservado en pacas de paja o mediante ensilados), de los maizales, y en menor medida de la suplementación con piensos artificiales. Los prados o pastos de diente son minoritarios o residuales.  Han desaparecido completamente el cultivo del trigo y los nabos, y se ha reducido el de la patata prácticamente al nivel de autoconsumo.
Una segunda concentración parcelaria realizada al comenzar el siglo XXI reforzó aún más la actividad ganadera vacuna lechera  (prados de siega y cultivos forrageros de maíz), aumentando el tamaño de las explotaciones y reduciendo notablemente su número.
En el ámbito doméstico perduran todavía las huertas y la cría de gallinas, cerdos y conejos, orientados principalmente hacia el autoconsumo y en menor medida a la venta al por menor en los mercados semanales. No obstante, al igual que en el caso de las vacas, la mayor parte de las razas autóctonas de estas especies están en peligro de extinción por el empleo de razas foráneas más productivas.

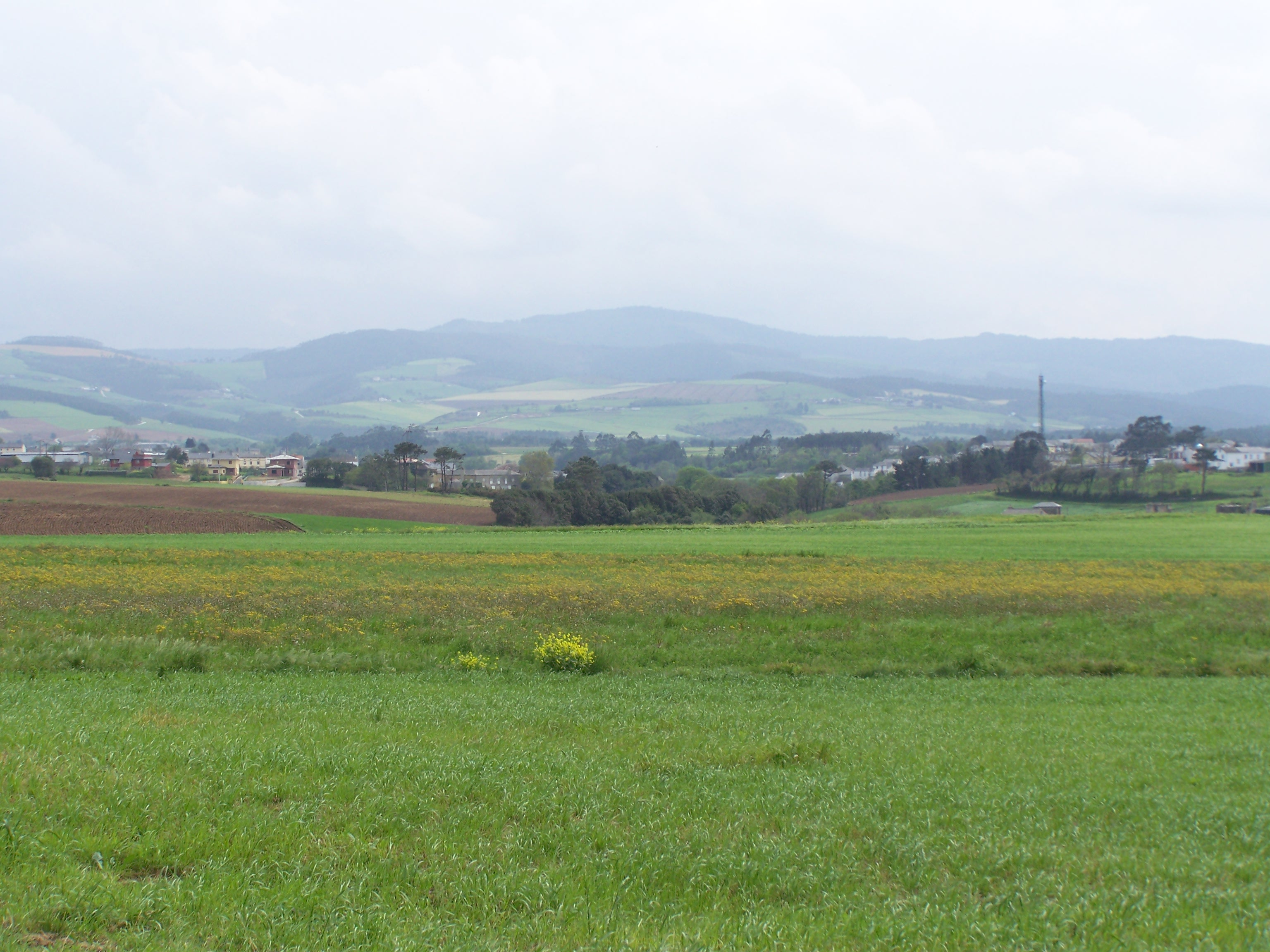
Relieve suavemente alomado de la rasa litoral, en contraste con las mayores pendientes de las laderas de las estribaciones montañosas

Los prados de siega y los cultivos forrajeros de maíz dominan el paisaje de la zona más costera y llana del municipio. Aunque puntualmente se puede encontrar también algún cultivo de habas, y sobre todo de patatas. En algunas zonas (como la costa entre la playa de la Paloma y la del Sarello) la escasa diversidad de los cultivos y la ausencia de setos, conforman un territorio monótono y desolado. La ausencia de setos y bosquetes entre las fincas conforman una amplia llanura que ha perdido casi totalmente sus árboles como elemento paisajístico, y en la que los hábitats para la fauna son pobres y homogéneos.
Hacia el interior del concejo, el relieve se acentúa y las pendientes aumentan progresivamente dificultando las prácticas agrícolas. El paisaje se compone de teselas forestales entremezcladas con prados de diente. Estas superficies forestales son mayoritariamente plantaciones de pino de monterrey (Pinus radiata), eucalipto (Eucalyptus globulus) y, cada vez menos, pino gallego.
El régimen privado de propiedad de la tierra condiciona las explotaciones forestales. Los elevados turnos de corta de las especies de crecimiento lento, de hasta varios siglos, no son asumibles para las inversiones económicas del pequeño propietario particular. Incluso las especies de turnos más cortos (como el eucalipto para pasta de papel, con turnos de unos 15 años) constituyen inversiones a un plazo muy largo para el pequeño inversor particular. El envejecimiento de la población rural acentúa estas limitaciones y compromete la viabilidad futura de los aprovechamientos forestales. 
Además el pequeño tamaño de los montes encarece los aprovechamientos madereros y condiciona una selvicultura poco planificada (sin ordenaciones forestales). Por otra parte, la adquisición de la fábrica de celulosas de CEASA en Navia por parte de ENCE, terminó con la ya de por sí escasa competencia de entre ambas empresas, creando un monopsonio o monopolio por parte del comprador, con el consiguiente control del mercado y el precio de la madera.

### Paisaje

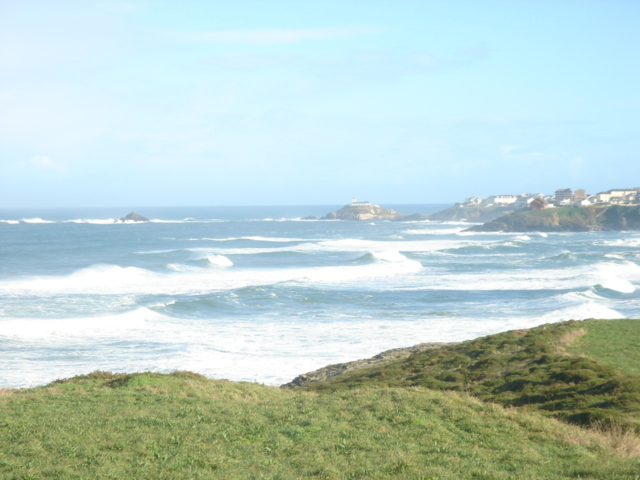
Acantilados en Serantes. Al fondo el faro de Tapia de Casariego, capital del Concejo.

El mar es el elemento paisajístico de mayor fuerza escénica. La conservación en el entorno costero de los elementos (prados, maizales, brezales y tojales) y usos (agrícolas y ganaderos) tradicionales y la ausencia de elementos discordantes (edificaciones, urbanizaciones, industrias, etc.) configura unas playas y acantilados de una gran naturalidad y belleza. 
El litoral es una sucesión de playas (de este a oeste: Playa de la Paloma, Playa del Sarello o de Serantes, Playa de la Mixota, Playa de Santa Gadea y Playa de Penarronda) separadas por extensos acantilados. Entre las Playas de Santa Gadea y de Penarronda se localizan las Islas Pantorgas, junto a la pequeña ensenada de Santa Gadea.
La rasa litoral se sitúa en Serantes a su menor altitud sobre el mar, tan solo unos 20-30 m. Este hecho condiciona que los valles fluviales apenas se hayan podido encajar bajo el nivel de la llanura, siendo los relieves muy suaves. Al sur de la parroquia, las laderas de las estribaciones montañosas presentan mayores altitudes y pendientes, pero presentan sin embargo una elevada exposición visual desde la rasa litoral y una buena visión panorámica sobre ella (y viceversa). Se trata por tanto de un paisaje abierto, en el cual la única limitación significativa al campo visual es el suave relieve alomado y las pequeñas vaguadas de los ríos y arroyos. 

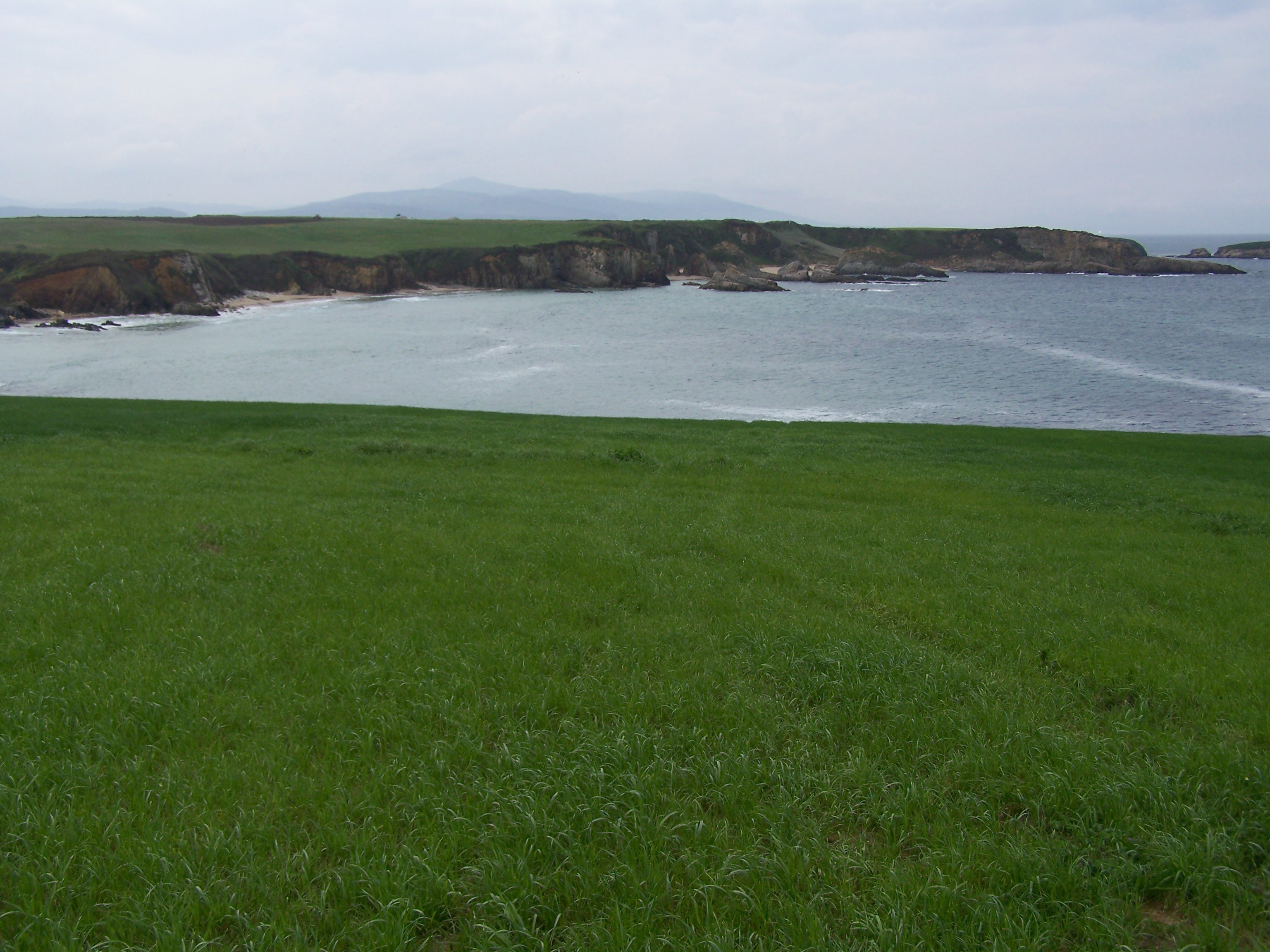
Escasa altitud de la llanura o rasa litoral en Serantes

La gran transformación experimentada en el territorio a lo largo de los siglos como consecuencia de las actividades humanas, se traduce en un paisaje caracterizado por usos y elementos tradicionales, principalmente agrícolas y ganaderos. Así, el paisaje aparece fuertemente dominado por los usos agrícolas, principalmente prados de siega y cultivos forrajeros de maíz. En menor medida se puede encontrar todavía algún cultivo de patatas o de habas, ya prácticamente solo para el autoconsumo. En la rasa litoral podemos encontrar también de forma residual alguna pequeña zona de matorral o arbolada, principalmente en algún enclave de mayor pendiente en las márgenes de las vaguadas de los arroyos, y también en los acantilados marinos. En las orillas de los arroyos perdura todavía la primera línea de vegetación arbórea, siendo el río Porcía el cauce de mayor entidad y con bosques de ribera mejor conservados.
Al sur del concejo, el relieve se acentúa y encontramos un mosaico de bosques y prados de diente. Sin embargo, como en toda la comarca, estos bosques son mayoritariamente plantaciones intensivas de eucalipto y pino de Monterrey.
En la arquitectura tradicional destacan los palacios. Destacan los de Las Nogueiras y Villaamil en Serantes de la familia Villaamil. Este último, lamentablemente ya desaparecido y que se situaba en el emplazamiento del actual Asilo de Villaamil, era en su tiempo la casa más solariega, señorial y nobiliaria de la comarca, y de cuya familia procede el lema del escudo de Serantes y Tapia de Casariego: «Villaamil avante con esta cruz delante». Pese a sus pretensiones señoriales, estos palacios eran realmente más bien casonas de labranza. La planta inferior estaba dedicada a cuadras para el ganado, sobre las que se situaba la vivienda en la planta superior. Estos conjuntos contaban además con sus cabazos, palomares, pajares, eras y huertas para la actividad agrícola y ganadera. 
En Serantes las edificaciones aparecen muy dispersas por todo el territorio, agrupadas en ocasiones en pequeños grupos de casas o barrios (A Penela, Pedralba, Tesouro, etc.). Estas edificaciones se caracterizan además muy mayoritariamente por su moderado tamaño, sobre todo en altura (la mayoría de las edificaciones no superan los dos pisos, siendo raras las edificaciones de mayor altura como el asilo de Villaamil), lo que condiciona una exposición visual muy reducida. Desde el punto de vista estético, las edificaciones se siguen ajustando en su mayoría a las características arquitectónicas y estéticas tradicionales (fachadas de piedra o enfosadas, tejados de pizarra...), lo que facilita su integración paisajística. Por otra parte, no se localizan elementos discordantes, de gran impacto visual o que rompan con el entorno, como pudieran ser grandes industrias, minas a cielo abierto, etc.
Entre las infraestructuras lineales, se localizan en Serantes la carretera N-634 y el ferrocarril de vía estrecha (FEVE). Y más recientemente, la autopista A-8. Debido al suave relieve de la rasa litoral, estas infraestructuras han supuesto movimientos de tierra moderados y puentes y drenajes transversales de pequeña entidad. Todo lo cual se traduce en la existencia de desmontes, terraplenes, canteras, acopios, vertederos y estructuras de escasa entidad y reducido impacto visual. Por otra parte, la autopista salva el entorno del núcleo urbano de en Serantes mediante un túnel, lo cual reduce más aún su impacto visual.
Todos estos elementos configuran un paisaje rural que ha sido intensamente transformado por las actividades agrícolas y ganaderas tradicionales a lo largo de los siglos. Sin embargo, se trata de un paisaje que conserva sus usos y elementos tradicionales, y que todavía permanece libre de elementos discordantes o rupturistas. Todo ello, unido a la belleza del litoral y la bondad del clima para el desarrollo de una vegetación exuberante, conforma un medio físico de elevada belleza y calidad perceptual.

## Economía
Durante siglos el medio de subsistencia de los habitantes de Serantes fue la agricultura minifundista, que en la primera mitad del siglo XX, tras la desaparición en los anteriores de los cultivos de escanda y de lino, estaba centrada en el trigo, el maíz, la patata y los nabos, aparte de las praderas para la alimentación del ganado vacuno, utilizado primordialmente como tiro de los carros y aperos de labranza. Este escenario cambió bruscamente en la década de los 60 de dicho siglo, en la que una Concentración Parcelaria y la introducción de tractores y maquinaria agrícola moderna desembocaron en la orientación casi exclusiva a la producción de leche, desapareciendo el cultivo del trigo y los nabos y reduciéndose el de la patata al nivel de autoconsumo. Una segunda Concentración Parcelaria realizada al comenzar el siglo XXI ha reforzado aún más el monocultivo lácteo, aumentando la dimensión de las explotaciones pero reduciéndose notablemente su número. 
Este fenómeno ha venido a coincidir con un gran desarrollo de las actividades económicas inducidas por el turismo y las segundas residencias, hasta el punto de que probablemente ya menos de la mitad de las viviendas de Serantes está habitado permanentemente. La tendencia a la terciarización de la economía será con toda seguridad aumentada por la conclusión en el año 2013 de la Autovía del Cantábrico, que ha situado a Serantes a poco más de una hora de la aglomeración urbana del centro de Asturias.

## Arte y patrimonio
Dentro de la arquitectura religiosa en Serantes se encuentra la iglesia parroquial de San Andrés, estructurada en una sola nave, con campanario a los pies y retablos barrocos.
De su arquitectura civil y popular se destacan diversos "palacios" (casonas) como el Palacio de Las Nogueiras, antiguo caserón blasonado con probable origen en el siglo XV, si bien su estructura actual es del XVIII. El edificio cuenta con una capilla doméstica y se articula en torno a un patio central cerrado por un imponente muro en su parte sur donde se sitúa la entrada principal. El conjunto consta además de cabazo, palomar, pajar, pozo y huerta cerrada.
El más señorial de todos los palacios era el de los Villaamil, situado en el homónimo lugar de la parroquia de Serantes. Esta era la casa de los señores de ese apellido, que dominaron feudalmente la comarca en la Edad Media. A finales del siglo XIX fue derribada para edificar en su lugar la casa de un indiano, que a su vez fue sustituida en el último tercio del XX por un asilo, cuyas instalaciones actualmente ocupan, renovadas y modernizadas, el viejo solar de los Villaamil.
Existen en la costa de Serantes tres castelos o castros prerromanos y coetáneos a la época romana, de los que solo el del Esteiro ha sido objeto de una somera excavación arqueológica. El de mayor importancia es el de la Punta del Campón, que cuenta con foso y doble muralla.
La playa de Peñarronda, en el límite con Castropol, fue declarada monumento natural por el PORNA (Plan de Ordenación de los Recursos Naturales de Asturias) el 3 de octubre de 2002, contemplándose en ella un conjunto de dunas que junto a la vegetación del lugar forma un paisaje bellísimo.

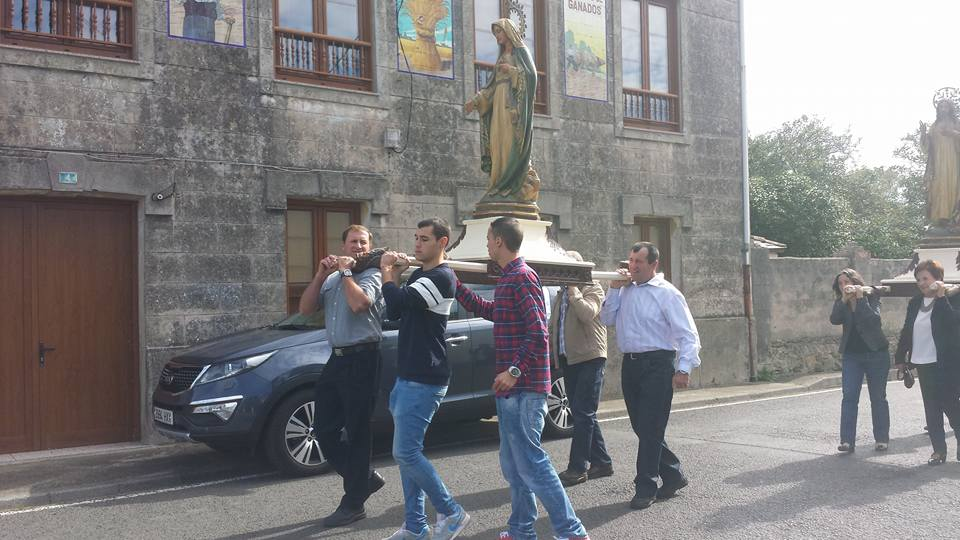
Serantes 2015

## Fiestas
En el mes de junio es la fiesta de "Corpus", popularmente conocida como "el Festón", en octubre se celebra la fiesta de "El Rosario" y en noviembre la de San Andrés. También el 10 de agosto se celebra en los barrios de Santa Gadea y Villamil las fiestas en honor a San Lorenzo.